# Thomasbuch
Das Thomasbuch (auch bekannt als Buch des Athleten Thomas), üblicherweise mit LibTh abgekürzt, ist ein gnostischer Text. Es ist nur bekannt in einer Handschrift als Teil der Nag-Hammadi-Schriften (NHC II,7 138,1-145,19 + Kolophon 145,20-23).

## Inhalt und Einordnung
Auf den ersten Blick hat der Text der Erzählung, die Form eines Erlöserdialogs. Nach der Auferstehung spricht Jesus mit dem Apostel Thomas. Das Gespräch wird von Mathaias (=Matthäus) gehört und aufgeschrieben. Gegen Ende zu nimmt der Dialog eher die Form eines Monologs an, auch wendet sich Jesus nicht mehr an Thomas, sondern an eine unbekannte Anzahl von Zuhörern.
Der Text schließt mit der Subscription:
Das Buch von Thomas dem Athleten, der an die Vollkommenen schreibt.
Der gebräuchliche Titel „Buch des Athleten Thomas“ ergibt sich aus dieser Wendung. Eine alternative Lesung des Schlusstitels lautet:
Das Buch des Thomas.
Der Athlet schreibt an die Vollkommenen.
Dieser Doppeltitel stützt die Vermutung, dass das Thomasbuch in der überlieferten Form die christlich-gnostische Überarbeitung eines jüdisch-hellenistischen Weisheitstextes ist. Entfernt man die Rahmenhandlung und die den Antworten teilweise nicht recht entsprechenden Fragen, bleibt eine zu Askese (insbesondere sexueller Enthaltsamkeit) mahnende Rede ohne besondere christliche oder gnostische Momente.
Eine andere Theorie stützt sich auf den Übergang vom Dialog zur Spruchsammlung im letzten Drittel des Textes und besagt, dass es sich um die Kombination zweier ursprünglich unabhängiger Texte (eben eines Dialogs mit einer Spruchsammlung) handelt.
Was Herkunft und Zeitstellung anbelangt, kann man nur vermuten. Ordnet man das Thomasbuch entsprechend dem Dialograhmen in die Thomas-Tradition ein, so weist das auf Ostsyrien hin, vernachlässigt man den Dialograhmen als spätere Zutat, so weist der Inhalt der so reduzierten Schrift nach Alexandria und den Umkreis eines hellenisierten Judentums.